# Enrique Santos Montejo
Enrique Santos Montejo, également connu sous le sobriquet de Calibán, né à Bogota le 15 juillet 1886 et mort  à  Bogota le 28 septembre 1971 , est un journaliste et un homme politique colombien. Frère du président de la Colombie Eduardo Santos, il appartient à la famille d'Antonia Santos, personnage emblématique de l'indépendance de ce pays.
À côté de ses activités au sein du journal El Tiempo, il est membre du Sénat de la Colombie (1939-1943) et ambassadeur au Chili (1949).
Son petit-fils Juan Manuel Santos Calderón est président de la Colombie entre 2010 et 2018.